# 興宗寺 (福岡市)

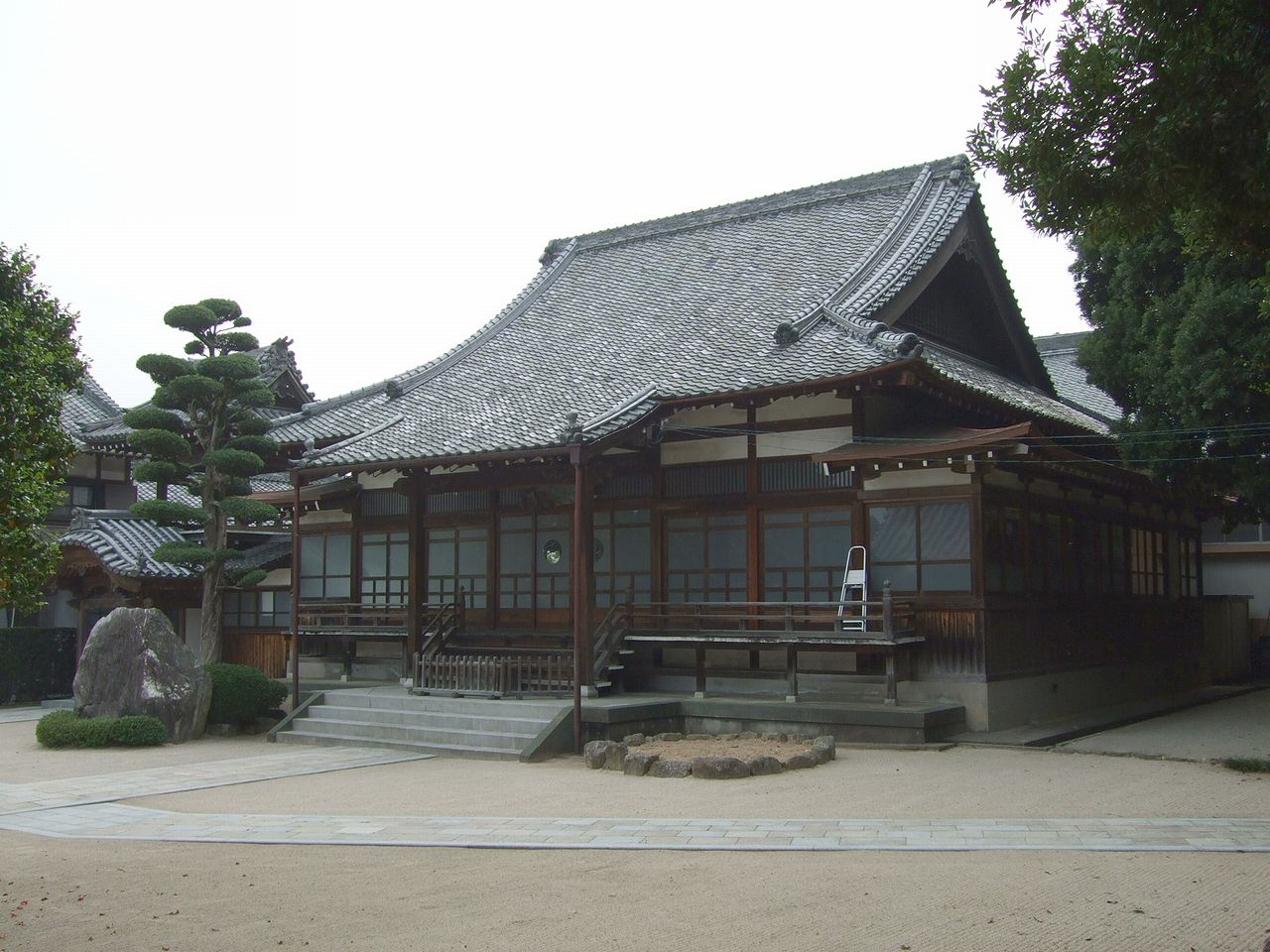
興宗寺

興宗寺（こうしゅうじ）は、福岡県福岡市南区寺塚にある曹洞宗の寺院である。山号は補陀山（ほださん）。興宗禅寺（こうしゅうぜんじ）・穴観音（あなかんのん）の異名で知られている。

## 沿革
古代の古墳跡と言われている岩屋（高宮岩屋）の真下にある。伝承によれば、福岡城を築城した時、黒田長政が岩屋の石を築城に用いようとしたところ、夢の中に観音菩薩が現れて「わたしの住んでいるところが壊されようとしている。直ちに工事を中止せよ」というお告げを受けた。調べてみると、岩屋の中に観音像が刻まれているのを発見し、直ちに工事を止めて拝殿を造ったとされる。一方、貝原益軒の『筑前国続風土記』（巻之六:那珂郡下「高宮岩屋」）によれば、拝殿を造ったのは息子の黒田忠之であるとする説を載せている。いずれにしても、福岡藩の歴代藩主の崇敬を受け、当時福岡城と岩屋の間に万が一の時のための抜け穴があるとする風説もあったという。1693年（元禄6年）、湛堂超然が拝堂を整備してその下に建立したのが興宗寺である。岩屋の観音は「穴観音」と称され、寺と石洞を結ぶ石階の眺望が素晴らしいことから、多くの参拝客があったという。昭和になって木原善太郎の寄進により東京の泉岳寺にある赤穂事件の四十七士の墓が興宗寺内に泉岳寺と同じ様式で復元されたのを機に、毎年討ち入りのあった12月14日に福岡義士祭が開催されている。

## ギャラリー

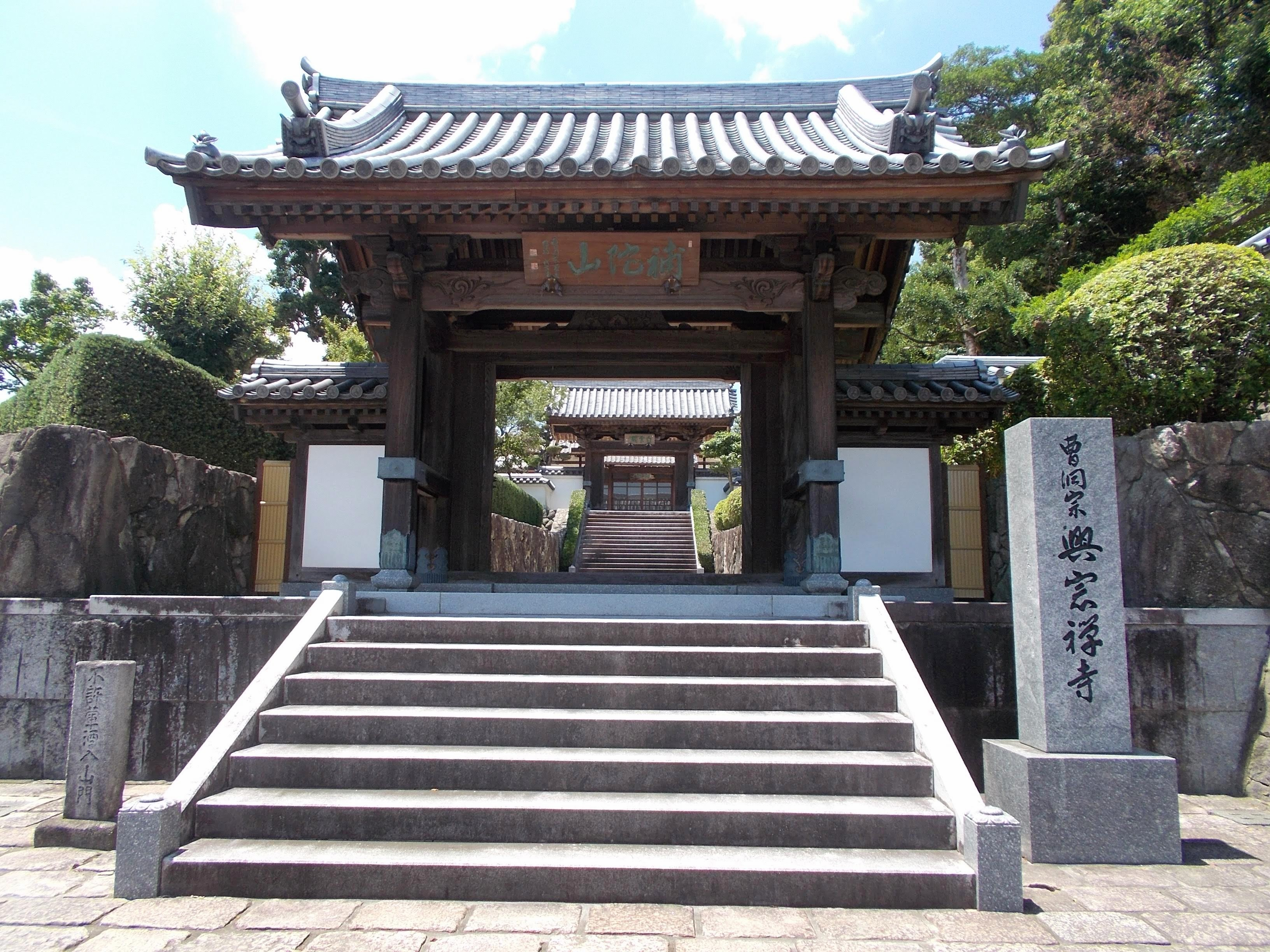
山門
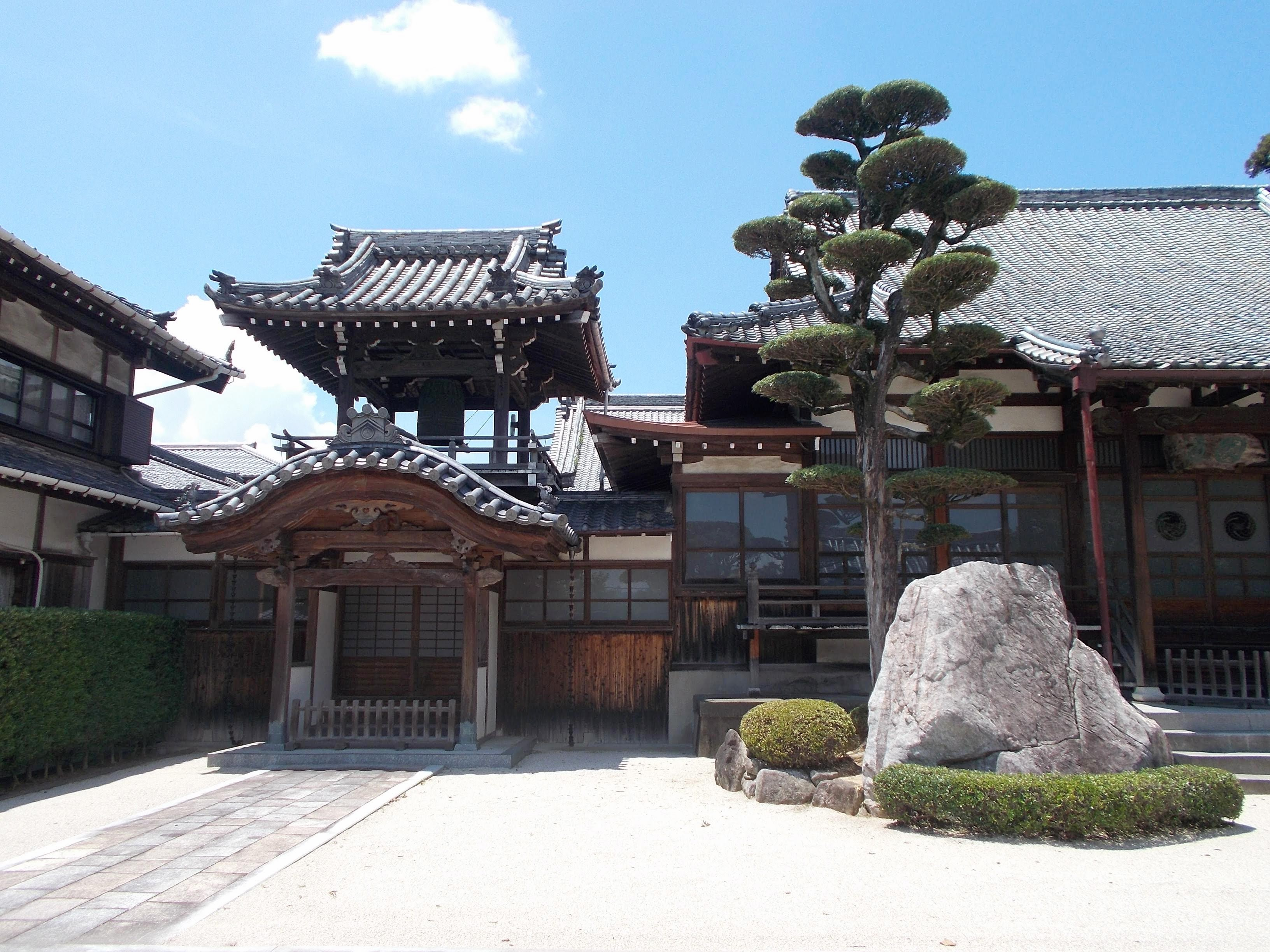
鐘楼
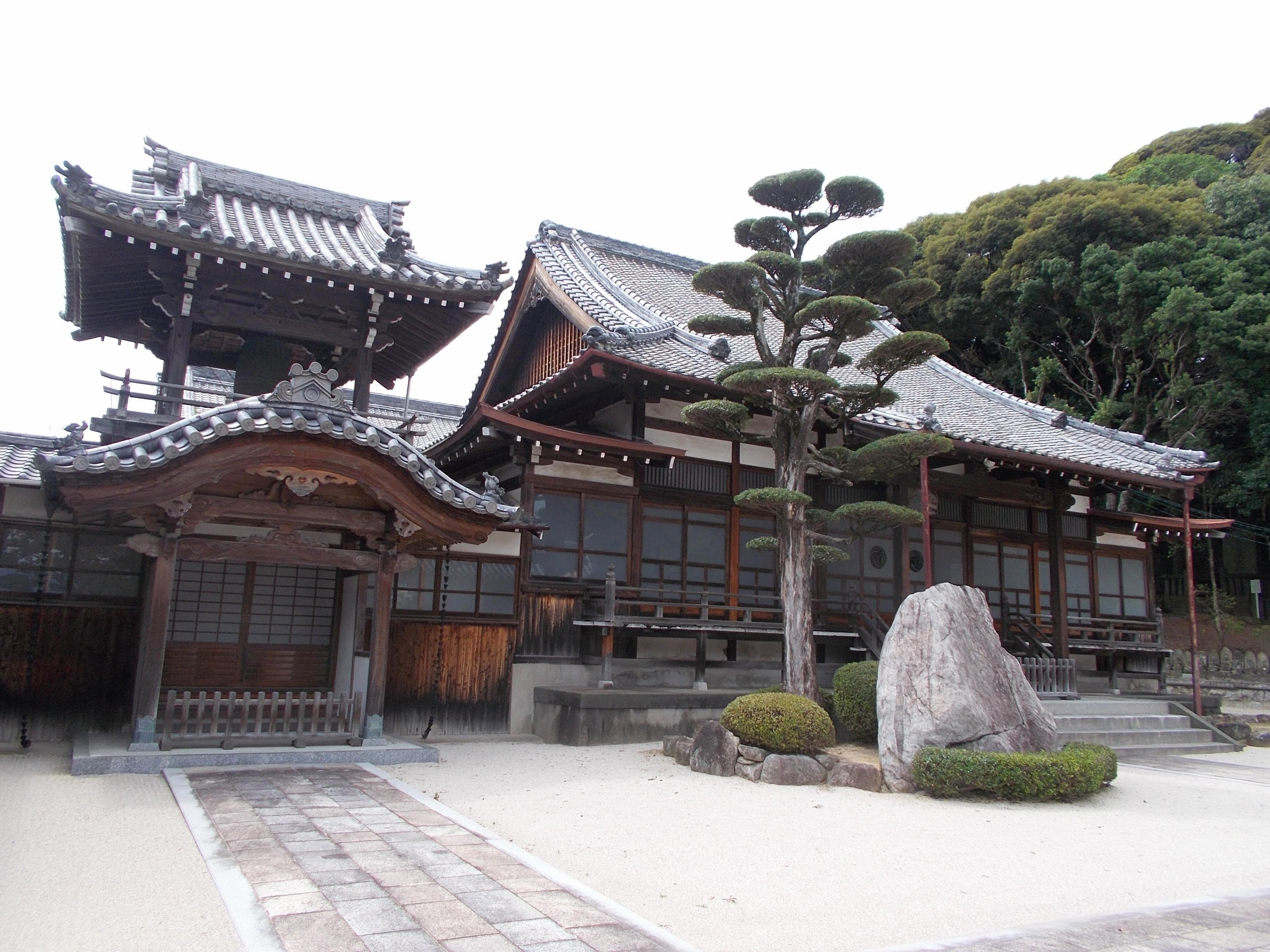
鐘楼と本堂
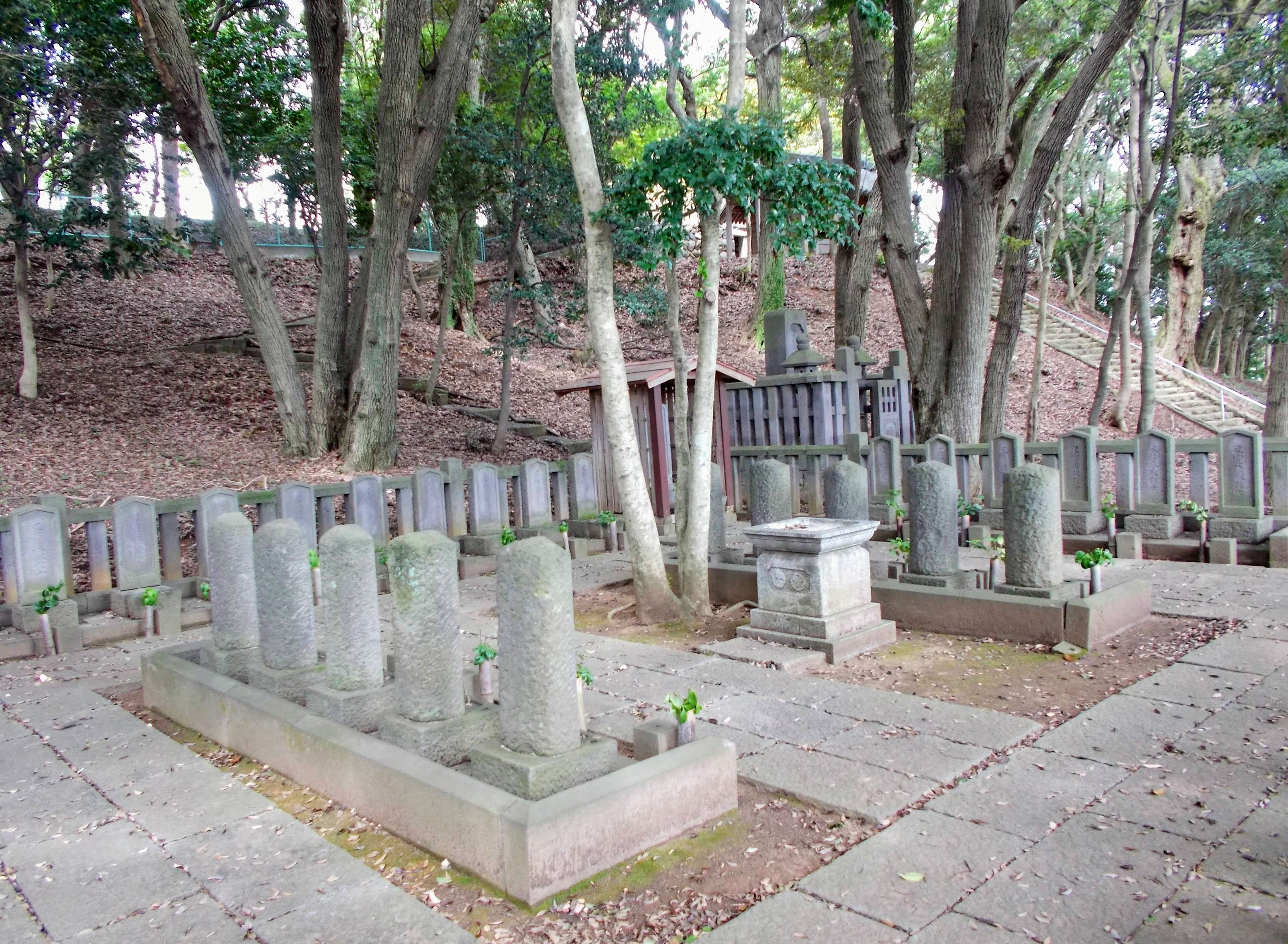
赤穂事件の四十七士の墓
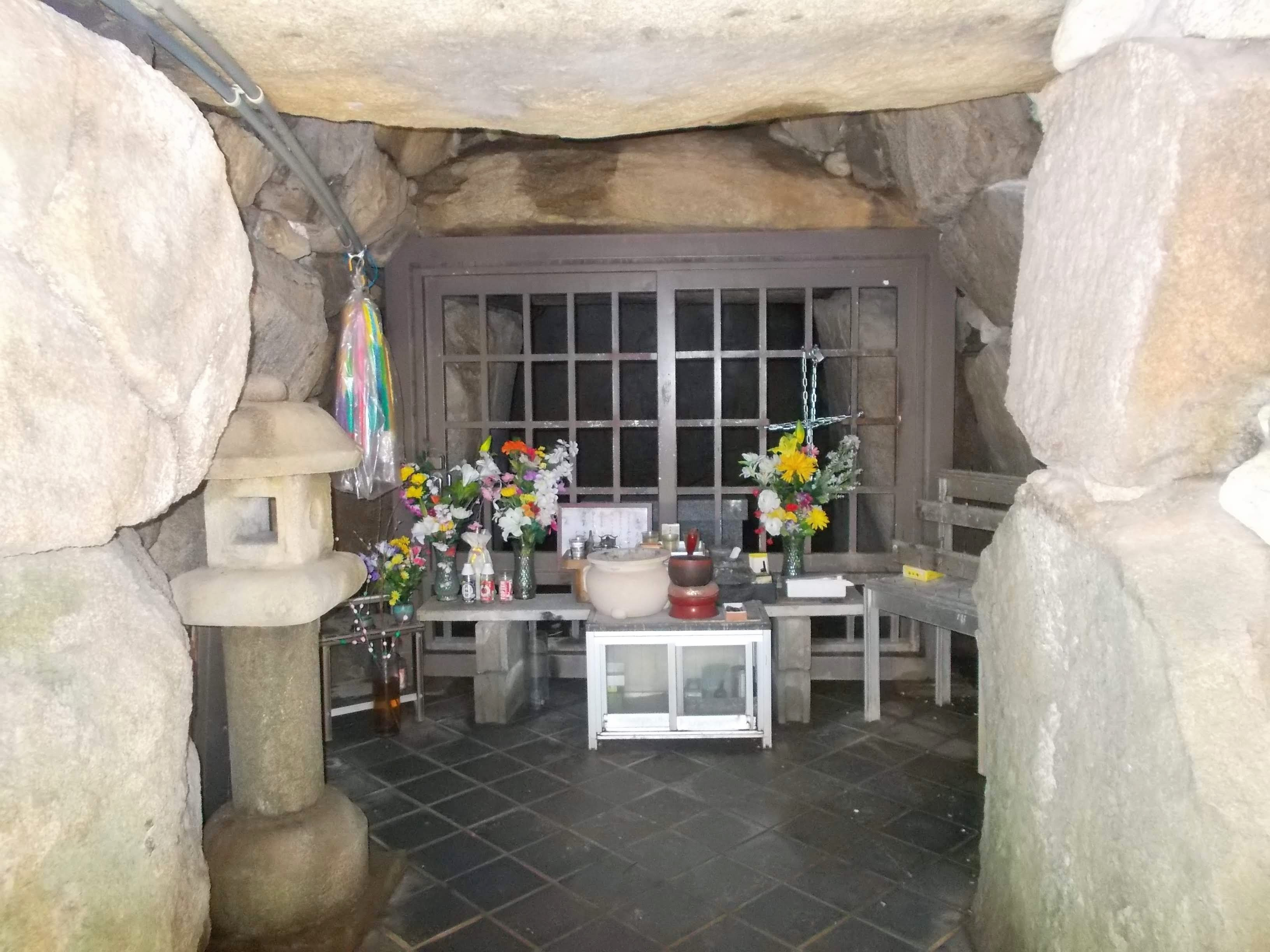
穴観音
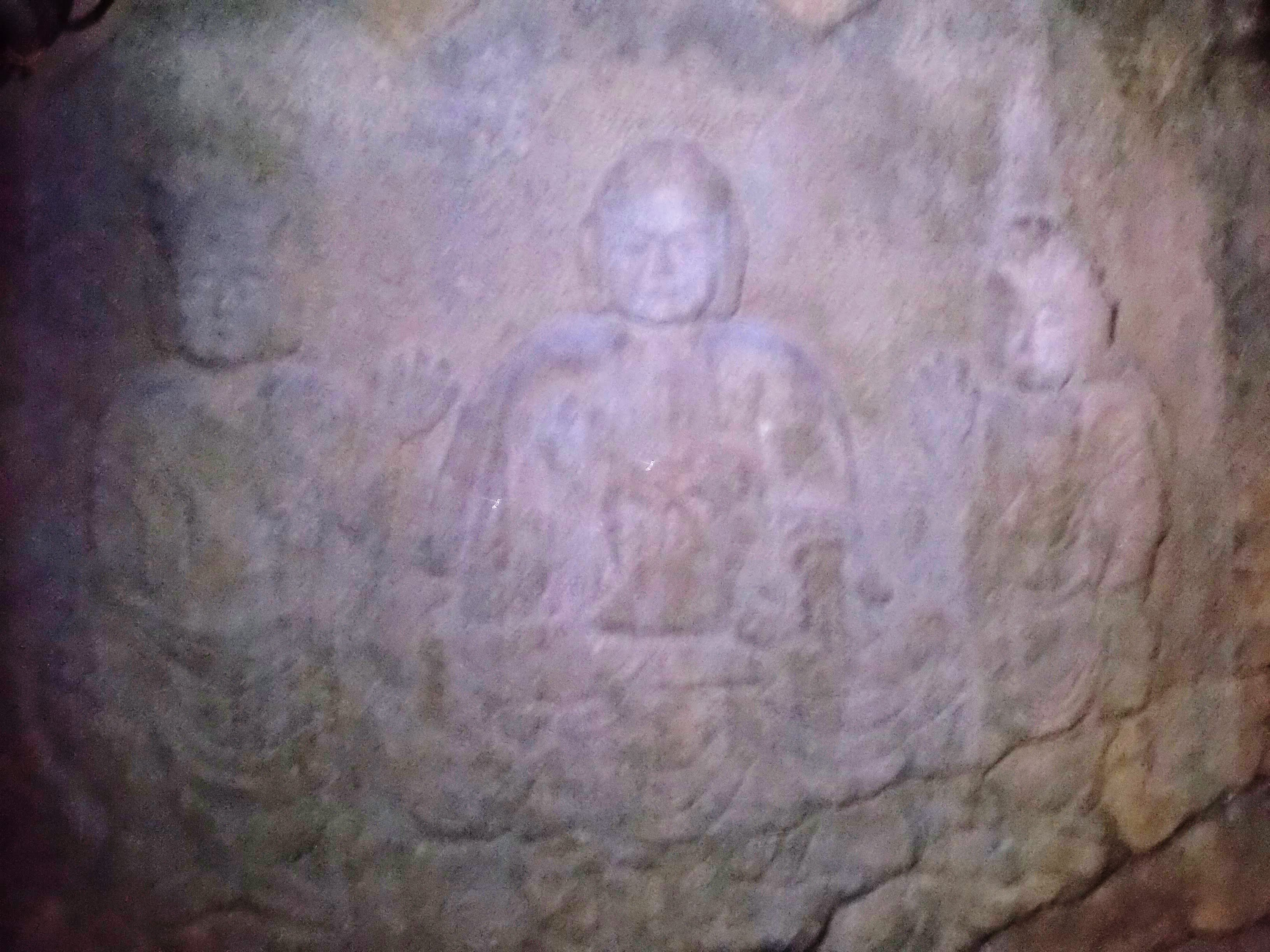
穴観音の観音像